# Оберштедем
Оберштедем (нем. Oberstedem) — община в Германии, в земле Рейнланд-Пфальц. 
Входит в состав района Айфель-Битбург-Прюм. Подчиняется управлению Битбург-Ланд.  Население составляет 73 человека (на 31 декабря 2010 года). Занимает площадь 4,48 км².